# Ryan Park (Wyoming)
Ryan Park es un lugar designado por el censo ubicado en el condado de Carbon en el estado estadounidense de Wyoming. En el año 2010 tenía una población de 38 habitantes.

## Geografía
Ryan Park se encuentra ubicado en las coordenadas 41°18′47.37″N 106°29′22.62″O / 41.3131583, -106.4896167. 